# Schott Music

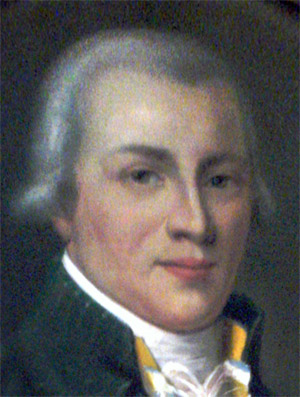
Bernhard Schott.

Schott Music, tidigare B. Schott's Söhne, är ett tyskt musikförlag verksamt i Mainz.
B. Schott's Söhne grundlades 1770 av Bernhard Schott (1748–1809) och fortsattes av hans söner Andreas (1781–1840) och Johann Joseph Schott (1782–1855). Firman kom att förlägga bland annat Ludwig van Beethovens sista stora kompositioner, nästan alla Gaetano Donizettis, Gioacchino Rossinis, Daniel Aubers och Adolphe Adams operor, Richard Wagners Mästersångarna i Nürnberg, Nibelungens ring och Parsifal samt Engelbert Humperdincks Hans och Greta. Firman öppnade filialer i Antwerpen (senare flyttad till Bryssel), London, Paris och sedermera även i Leipzig.